# Il canto del deserto (film 1943)
Il canto del deserto (The Desert Song) è un film del 1943 prodotto negli Stati Uniti e diretto da Robert Florey.
Si tratta del rifacimento del film omonimo del 1929 e dell'adattamento di The Desert Song, operetta di grande successo di Oscar Hammerstein II e Sigmund Romberg andata in scena a Broadway dal 1926 al 1927.

## Trama
Il ribelle marocchino El Khadir sventa un complotto nazista per costruire una ferrovia.

## Produzione
Le riprese del film, prodotto dalla Warner Bros., durarono da inizio giugno a fine agosto 1942. Il film, girato in technicolor, usò come sistema sonoro il RCA Sound System.

### Musica
Le musiche di Sigmund Romberg furono dirette da Leo F. Forbstein; l'adattamento musicale è firmato da Heinz Roemheld, mentre l'orchestrazione è di Ray Heindorf.
Le scene danzate furono coreografate da LeRoy Prinz.

## Distribuzione
Il copyright del film, richiesto dalla Warner Bros. Pictures, Inc., fu registrato il 30 novembre 1943 con il numero LP12464.
Il film uscì negli Stati Uniti presentato in prima a New York il 17 dicembre 1943.